# Albert Aslanovich Bogatyryov
Albert Aslanovich Bogatyryov (tiếng Nga: Альберт Асланович Богатырёв; sinh ngày 14 tháng 6 năm 1994) là một cầu thủ bóng đá người Nga thi đấu cho FC Tyumen.

## Sự nghiệp câu lạc bộ
Anh ra mắt chuyên nghiệp tại Giải bóng đá chuyên nghiệp quốc gia Nga cho F.K. Mashuk-KMV Pyatigorsk ngày 10 tháng 4 năm 2014 trong trận đấu với F.K. Krasnodar-2.